# Голубково (Грязовецкий район)
Голубко́во — деревня в Грязовецком районе Вологодской области России.
Входит в состав Перцевского муниципального образования, с точки зрения административно-территориального деления — в Перцевский сельсовет.
Расстояние по автодороге до районного центра Грязовца — 15 км, до центра муниципального образования Слободы — 5 км. Ближайшие населённые пункты — Чернава, Дорожный Крутец, Сторонний Крутец, Волоцкой, Воронино.
По переписи 2002 года население — 3 человека.